# San Francisco megye
San Francisco megye az Amerikai Egyesült Államokban, azon belül Kalifornia államban található. Lakosainak száma 873 965 fő (2020. április 1.). San Francisco megye San Mateo és Marin megyékkel határos. A megye egy összevont város-megye, így San Francisco városa egyben saját megyeszékhelye is.

## Népesség
A település népességének változása:
| Lakosok száma | 805 235 | 864 816 | 873 965 |
|               | 2010    | 2015    | 2020    |